# 색가둠
물리학에서 가둠(영어: confinement)이란 어떤 게이지 이론의 모든 유한한 에너지 상태가 게이지 불변인 성질이다. 가둠을 나타내는 게이지 이론의 경우, 게이지 전하를 지니는 입자가 개별적으로 존재하지 못하고, 다른 게이지 전하를 지니는 입자와 뭉쳐서 게이지 중성인 복합 입자를 만든다. 대표적인 예로 양자 색역학이 있다. 색역학의 경우, 색을 지닌 입자인 쿼크와 글루온은 독립적으로 존재하지 못하고, 하드론이나 글루볼 등 무색 입자로만 존재한다.
주어진 게이지 이론이 가두는지 확인하는 것은 쉽지 않다. 비슷한 현상인 점근 자유성은 단순히 재규격화군 흐름을 계산하기만 하면 되지만, 가둠은 건드림이론으로 확인할 수 없다. 가둠을 확인하려면 격자장론을 사용하여 가둠의 존재를 확인한 후, 격자 간격을 0으로 보내면서 상전이가 일어나지 않음을 확인하여야 한다.
대표적인 예로 양자 색역학과 슈윙거 모형(2차원 에우클레이데스적 양자 전기역학) 등이 있다.

## 참고 문헌
- “Progress in understanding confinement”. arXiv:hep-lat/0202008. Bibcode:2002hep.lat...2008D.
- Shifman, M. “Understanding Confinement in QCD: Elements of a Big Picture”. arXiv:1007.0531. Bibcode:2010IJMPA..25.4015S. doi:10.1142/S0217751X10050548.

## 같이 보기
- 점근 자유성
- 양자 색역학
- 게이지 이론